# نيكورفو (بافيا)
نيكورفو (بالإيطالية: Nicorvo)‏ هي بلدة تقع في مقاطعة بافيا بإقليم لومبارديا في شمال إيطاليا. تبلغ مساحة هذه المدينة 8.2 (كم²)، وترتفع عن سطح البحر 115 م، بلغ عدد سكانها 370 نسمة في عام 2010 حسب إحصاء المعهد الوطني للإحصاء.

## السكان
في سنة 1861 بلغ عدد السكان 1٬023 نسمة، وتطور العدد ليصل في سنة 2011 لـ 364 نسمة.
يظهر هذا المخطط البياني تطور النمو السكاني لـ نيكورفو (بافيا)

## وصلات خارجية
- الموقع الرسمي